# Tösens
Tösens je obec v Rakousku ve spolkové zemi Tyrolsko v okrese Landeck. V obci žije 728 obyvatel.

## Poloha
Obec leží na pravém břehu řeky Inn na úzkém pásmu Oberen Gericht, v údolí vodního toku Tösner. Území obce stoupá směrem na východ přes lesy, vysokohorské pastviny až k skalnatým vrcholům do nadmořské výšky přes 3000  m na hřebeni Glockturmkamm v Ötztalských Alpách. Nejvyššími vrcholy jsou Innere Rifenkarspitze (3008 m n. m.), Pfroslkopf (3148 m n. m.), Glockhaus (3101 m n. m.) a Bergler Fernerkopf (3104 m n. m.).  

### Části obce
Mimo podlouhlé vesnice Tösens zahrnuje několik osad v údolí a na svazích: Steinbrücken, Breithaslach, Egg, Übersachsen, Ganden, Langhaus, Eggele a část obce Mariastein.
Obec má rozlohu 31,1 km², z toho 6,0 % připadá na zemědělskou půdu a zahrady, 13,6 % jsou vysokohorské alpské louky, 50,8 % tvoří lesy a 28 % jsou vysokohorské skalnatý terén. Z celkové rozlohy obce je 7,2 % osídleno.

### Sousední obce
| Serfaus |        | Ried im Oberinntal |
|         |        | Kaunertal          |
|         | Pfunds |                    |

## Historie
První písemná zmínka o obci pochází z urbáře kláštera Stams z roku 1336. Pod názvem Tösens je obec uváděna ve spise z roku 1427, kdy v obci bylo 15 domácností.
Od 15. století na území obce probíhala těžba stříbra, galenitu a barytu. Doly v údolí Platzeral patřila k nejvýše položeným v Alpách. Nejvýše ražená štola v nadmořské výšce 2815 m n. m., ale těžba probíhala i výše v povrchových jámách (pinkách). Nejvýznamnějším ložiskem rudy je tzv. Oberberglerův koridor, zatímco Unterberglerův koridor mezi méně výnosné patřily Schönjöchl a Glockhaus. Ve výšce 2720 m n. m. je štola dlouhá 380 m v současné době pod ledem. Zásoby rud olova, zinku a mědi s poměrně vysokým podílem stříbra se odhadovaly na 1,5 miliónů tun. Od roku 1610 zvětšováním ledovce byla těžební činnost zastavena. Obnovena byla až v roce 1884 a 1888. Těžba s přestávkami pokračovala až do roku 1924. V roce 1950 byly provedeny přípravy pro těžbu, ale pokles cen olova na světovém trhu zabránil obnově těžby.
Tösens byl součástí soudního okresu Ried do roku 1978.

## Památky
- Katolický farní kostel svatého Vavřince z roku 1712.[5]
- Římský kamenný most ze středověku, který byl postaven tradiční římskou technologií.[6]
- Románský filiální kostel svatého Jiří v obci Serfaus v nadmořské výšce 1104 m n. m.

## Znak
Blason: Zlatý a zelný čtvrcený štít, v pravém horním rohu rošt svatého Vavřince, v levém dolním rohu dvě zkřížená kladiva ve smíšených barvách.
Znak byl obci udělen v roce 1974. Rošt je atributem svatého Vavřince, který je patronem kostela v obci Tösens a zkřížená kladiva připomínají významné období hornictví v obci na úbočí Alp.